# Митридат II (Комагена)
Вижте пояснителната страница за други личности с името Митридат.
Митридат II Антиох Епифан Филоромей Филелин Монокрит, известен още като Митридат II от Комагена (на гръцки: Μιθριδάτης Ἀντίοχος ὀ Ἐπιφανής Φιλορωμαίος Φιλέλλην Μονοκρίτης; † 20 пр.н.е.), е цар на Комагена от арменски и гръцки произход, живял през I век пр.н.е.

## Биография
Той е принц на Комагена и един от синовете на цар Антиох I Теос и принцеса Исия Филосторг. Когато баща му умира през 38 пр.н.е., той го наследява и управлява до смъртта си.
Според Плутарх той е съюзник на римския триумвир Марк Антоний и през 31 пр.н.е. лично води силите си към Акциум в Гърция, за да подкрепи Антоний във войната срещу бъдещият римски император Октавиан Август. След поражението на Антоний, Митридат става верен съюзник на Октавиан. Независимо от това Октавиан принуждава царя да предаде на римската провинция Сирия едно от селищата в Комагена на име Зеугма (Zeugma), едно от важните селища по река Ефрат. За да покаже подкрепата си за Август, той маха името си Филелин (приятел на гърците) и го заменя с име Филоромей (приятел на римляните).
Митридат има брат Антиох II от Комагена, който е принц на царството. През 29 г. пр.н.е. Антиох е призован да се яви в Рим заради обвинение в убийство на посланик. Впоследствие е екзекутиран по заповед на Октавиан.
Според надпис на погребален олтар намерен в турското село Софраз (Sofraz) датиран около средата на I век, съпругата на Митридат била гъркиня на име Лаодика (Laodice). На олтара са изписани имена на членове на семейството за период от седем поколения, включващи името на Митридат, името на баща му и името на съпругата му. Когато той умира през 20 пр.н.е. синът му от Лаодика – Митридат III го наследява.